# Chaskovo (stad)
Chaskovo of Haskovo (Bulgaars: Хасково; Turks: Hasköy) is een stad en een gemeente in de gelijknamige oblast in Bulgarije. De naam van de stad gaat terug op de Turkse naam Hasköy. In Chaskovo bevindt zich de oudste moskee van het Balkanschiereiland, die uit 1395 dateert.

## Geografie
De gemeente Chaskovo ligt in het westelijke deel van de oblast Chaskovo. Met een oppervlakte van 739,796 km² is het na Ivajlovgrad de tweede gemeente van de oblast qua oppervlakte (13,37% van het grondgebied). De grenzen zijn als volgt:
- in het westen - gemeente Mineralni Bani;
- in het noorden - gemeente Dimitrovgrad;
- in het noordoosten - gemeente Simeonovgrad;
- in het oosten - gemeente Charmanli;
- in het zuidoosten - gemeente Stambolovo;
- in het zuidwesten - gemeente Kardzjali en gemeente Tsjernootsjene, oblast Kardzjali.

## Bevolking
Op 7 september 2021 telde de stad Chaskovo 65.829 inwoners, terwijl de gemeente Chaskovo, waar ook de omliggende 36 dorpen bij worden opgeteld, 81.342 inwoners had. In de stad Chaskovo woonden 10.568 mensen (-13,83%) minder dan 76.397 inwoners bij de census van februari 2011, terwijl er in de gemeente Chaskovo 12.814 mensen (-13,61%) minder woonden vergeleken met 94.156 inwoners in 2011. De gemiddelde jaarlijkse groei in die periode komt voor de stad en de gemeente uit op respectievelijk -1,39% en -1,37%, hetgeen lager is dan het landelijk jaarlijks gemiddelde over deze periode (-1,14%). Het aantal inwoners vertoont al vele jaren een dalende trend: in 1985 had de stad nog een recordaantal van 87.781 inwoners, terwijl de gemeente Chaskovo ruim 111.000 inwoners had. De oblast Chaskovo bereikte een recordaantal inwoners in 1975 met ruim 335.000 personen.
| Jaar     | 1887   | 1934    | 1946    | 1956    | 1965    | 1975    | 1985    | 1992    | 2001    | 2011    | 2021    |
| -------- | ------ | ------- | ------- | ------- | ------- | ------- | ------- | ------- | ------- | ------- | ------- |
| Stad     | 14 191 | 27 860  | 28 962  | 40 285  | 59 597  | 75 136  | 87 781  | 80 700  | 80 303  | 76 397  | 65 829  |
| Gemeente | -      | 60 804  | 62 772  | 71 527  | 88 289  | 101 861 | 111 223 | 102 001 | 99 181  | 94 156  | 81 342  |
| Oblast   | -      | 283 619 | 321 284 | 331 744 | 330 132 | 335 081 | 306 058 | 277 478 | 246 238 | 228 141 | 211 565 |

### Etnische groepen
In de stad Chaskovo vormen etnische Bulgaren de overgrote meerderheid van de inwoners (c. 72% in 2011), maar er is een substantiële minderheid van Bulgaarse Turken (16%). In de gemeente Chaskovo is het aandeel Bulgaren lager dan in de stad Chaskovo (68%), terwijl het aandeel etnische minderheden, en dan met name de Roma (4%), beduidend hoger ligt (22%). In de dorpen Brjagovo en Dinevo vormen de Roma zelfs een meerderheid van de bevolking.
| Etnische groep (census 2011) | Chaskovo (stad) | Chaskovo (stad) | Chaskovo (gemeente) | Chaskovo (gemeente) | Chaskovo (oblast) | Chaskovo (oblast) |
| ---------------------------- | --------------- | --------------- | ------------------- | ------------------- | ----------------- | ----------------- |
| Bulgaren                     | 54.869          | 71,82%          | 63.963              | 67,93%              | 180.541           | 73,31%            |
| Turken                       | 12.507          | 16,37%          | 16.890              | 17,94%              | 28.444            | 11,55%            |
| Roma                         | 691             | 0,90%           | 3.859               | 4,10%               | 15.889            | 6,45%             |
| Anders                       | 400             | 0,52%           | 460                 | 0,49%               | 891               | 0,36%             |
| Ondefinieerbaar              | 709             | 0,93%           | 886                 | 0,94%               | 1.617             | 0,65%             |
| Onbeantwoord                 | 7.221           | 9,45%           | 8.098               | 8,60%               | 18.856            | 7,65%             |
| Totaal                       | 76.397          | 76.397          | 94.156              | 94.156              | 246.238           | 246.238           |

### Religie

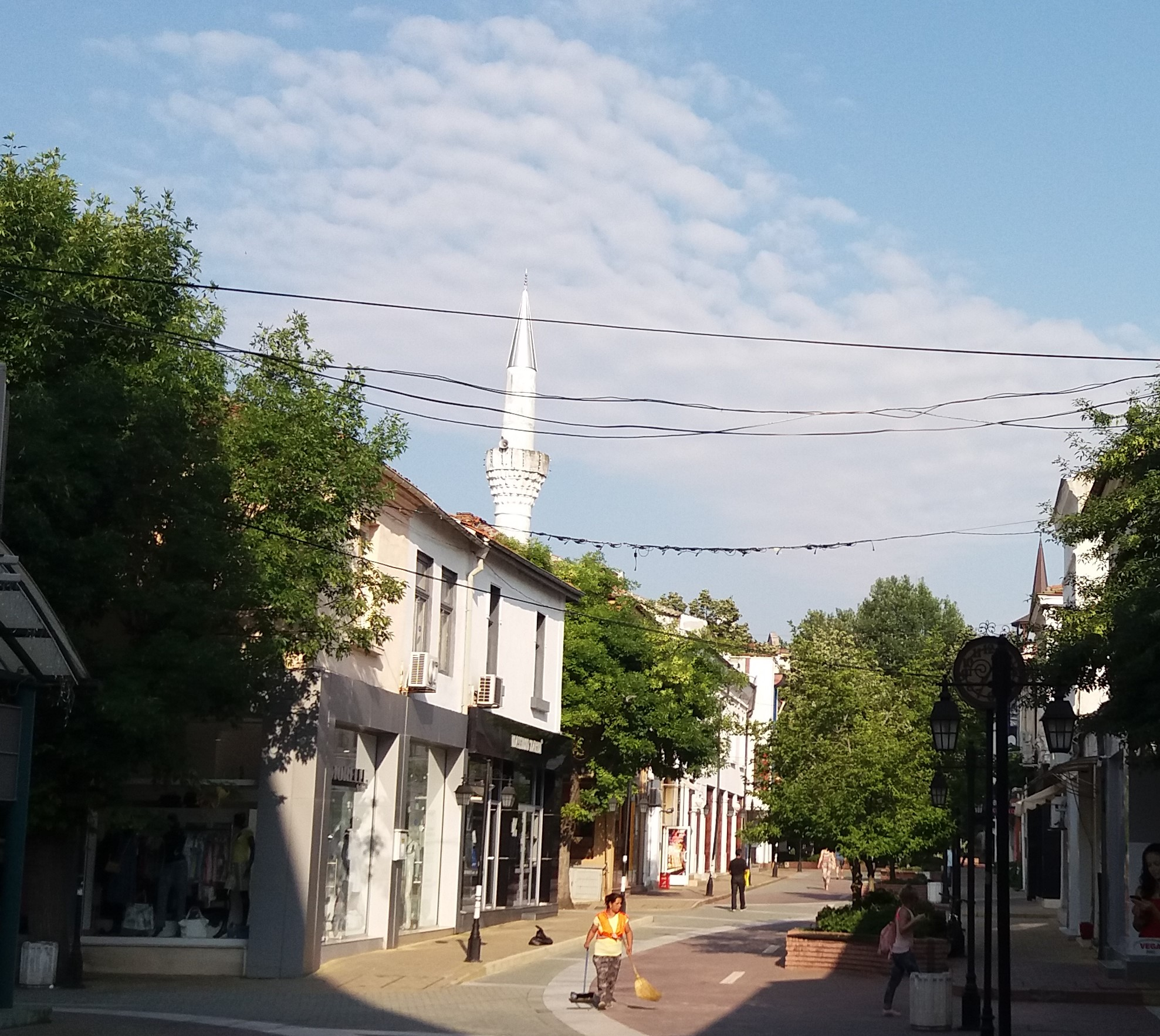
De 'Tsjarsji'-moskee in het centrum van Chaskovo

De laatste volkstelling naar religie werd uitgevoerd in februari 2011 en was optioneel. Van de 94.156 inwoners reageerden er 74.644 op de volkstelling, terwijl 19.512 inwoners het censusformulier onbeantwoord lieten. Van de 74.644 respondenten waren er 53.137 lid van de Bulgaars-Orthodoxe Kerk, oftewel 71% van de bevolking. Ruim 13.500 ondervraagden noemden zichzelf moslim (18%).  De rest van de bevolking had een andere geloofsovertuiging of was niet religieus. 
| Religieuze samenstelling in februari 2011 | Religieuze samenstelling in februari 2011 | Religieuze samenstelling in februari 2011 | Religieuze samenstelling in februari 2011 | Religieuze samenstelling in februari 2011 |
| ----------------------------------------- | ----------------------------------------- | ----------------------------------------- | ----------------------------------------- | ----------------------------------------- |
|                                           |                                           |                                           |                                           |                                           |
| Bulgaars-Orthodoxe Kerk                   | Bulgaars-Orthodoxe Kerk                   |                                           | 71,19%                                    | 71,19%                                    |
| Katholieke Kerk                           | Katholieke Kerk                           |                                           | 0,27%                                     | 0,27%                                     |
| Protestantisme                            | Protestantisme                            |                                           | 0,82%                                     | 0,82%                                     |
| Islam                                     | Islam                                     |                                           | 18,20%                                    | 18,20%                                    |
| Geen                                      | Geen                                      |                                           | 2,54%                                     | 2,54%                                     |
| Anders/ Onbekend                          | Anders/ Onbekend                          |                                           | 6,98%                                     | 6,98%                                     |

## Economie
De stad heeft belangrijke tabaksindustrie. De omringende streek is beroemd om zijn meloenen.

## Geboren
- Ciguli (1957), zanger
- Ivan Skerlev (28 januari 1986), voetballer
- Borislav Stojtsjev (4 november 1986), voetballer
- Grigor Dimitrov (16 mei 1991), tennisser